# Чегодаев, Мартин
Мартин Чегодаев (эст. Martin Tšegodajev; 30 ноября 1990, Таллин) — эстонский футболист, левый защитник и полузащитник.

## Биография
Воспитанник Таллинской футбольной школы (позднее — «Таллинский футбольный клуб»). Взрослую карьеру начинал в старшей команде клуба в третьем дивизионе Эстонии. В 2008 году перешёл в столичный «Нымме Калью», проводивший дебютный сезон в высшей лиге Эстонии. Первый матч в элите сыграл 21 июня 2008 года против ТФМК, заменив на 58-й минуте Андруса Митта, а свой первый гол забил 3 октября 2009 года в ворота «Тулевика». В первых трёх сезонах часто играл в основной команде «Нымме Калью», а в 2011 году, когда клуб завоевал серебряные награды, вышел на поле только один раз. Финалист Кубка Эстонии 2008/09, в финальном матче остался запасным. Потеряв место в основе своего клуба, дважды отдавался в аренду в другие клубы высшей лиги — в 2012 году играл за «Вильянди», а в 2013 году — за таллинский «Калев», в обоих был игроком стартового состава.
С 2014 года играл на любительском уровне в низших лигах Эстонии за «Юликоол» (Таллин) и «Табасалу». В декабре 2014 года в составе большой группы футболистов получил годичную дисквалификацию за участие в договорных матчах, однако уже весной следующего года выступал за «Табасалу» в четвёртом дивизионе.
Всего в высшем дивизионе Эстонии сыграл 121 матч и забил 7 голов.
Выступал за сборные Эстонии младших возрастов, провёл не менее 30 матчей. В составе молодёжной сборной — участник Кубка Содружества 2012 года (5 матчей).
По состоянию на начало 2020-х годов входил в тренерский штаб «Табасалу», где помимо основной команды работал с детско-юношескими и женскими командами. Имеет тренерскую лицензию «В». В 2021 году признан лучшим детским тренером уезда Харьюмаа.

## Достижения
- Серебряный призёр чемпионата Эстонии: 2011
- Финалист Кубка Эстонии: 2008/09